# Sociologia criminale
La sociologia criminale è una specializzazione della sociologia che studia i fenomeni criminali.

## Storia
Prima ancora della nascita della disciplina, poco dopo l'Unità d'Italia, si ebbe una polemica tra Filippo Turati, Enrico Ferri e Napoleone Colajanni sul ruolo dei fattori criminogeni. Partendo le mosse proprio da tale polemica, così nitidamente riportata da Colajanni, la comunità scientifica giunse a due conclusioni, l'una di natura teoretica, l'altra di carattere storico-politico.
Per quanto concerne la prima – l'eziologia criminale – la multifattorialità ferriana fu comparata con la teoria generale di Talcott Parsons, con teoria delle associazioni differenziali di Sutherland e con quella dell'identificazione differenziale di Glaser. Riguardo alla seconda concezione, di natura storico-politica, si mise a confronto il moderatismo ferriano con il radicalismo del Turati ed il socialismo di Colajanni, passando poi ad esaminare la loro diversa posizione riguardo alle classi lavoratrici e alla loro situazione economica generale.
Ma la nascita della sociologia criminale si deve a Enrico Ferri, criminologo italiano, che la concepì come una «scienza che applica il metodo positivo allo studio del delitto, del delinquente e dell'ambiente in cui il delitto si manifesta».
Non si possono dimenticare tra l'altro tutte le principali impostazioni sociologiche sul comportamento deviante delle classi subordinate, ora viste in antagonismo con la classe dominante (le subculture delinquenziali del Cohen e di Cloward e Ohlin, la controcultura di Yinger) ora considerate in rapporto ad una norma tradizionale all'interno di una data società (Miller), ora come evoluzione e continuum della cultura originale (subcultura di Matza, Wilkins, Cavan), per giungere infine al fattore culturale generale di Wolfgang Heinz ed all'ipotesti di Ferracuti.

## Descrizione
Oggi, la sociologia criminale, appartiene alle scienze criminologiche quale parte fondamentale della criminologia. La sociologia criminale studia i fattori sociali del delitto e i suoi compiti sono l'indagine dei rapporti intercorrenti fra delinquenza e ambiente sociale, la progettazione di metodologie di prevenzione dei fenomeni criminali e l'elaborazione di soluzioni operative per la sicurezza pubblica e privata.
Il risultato della sociologia criminale, come quelli delle altre scienze criminologiche, partecipando ai programmi di politica criminale, non interessa soltanto il legislatore, ma anche il giurista e il giudice per l'interpretazione precisa e per l'equa applicazione della legge penale.